# Hyperboreus Labyrinthus
Hyperboreus Labyrinthus és una formació geològica de tipus labyrinthus a la superfície de Mart, localitzada amb el sistema de coordenades planetocèntriques a 81.18 ° latitud N i 302.41 ° longitud E, que fa 111.97 km de diàmetre. El nom va ser aprovat per la UAI l'any 1988 i fa referència a una característica d'albedo.